# Dixieland (Jazz)

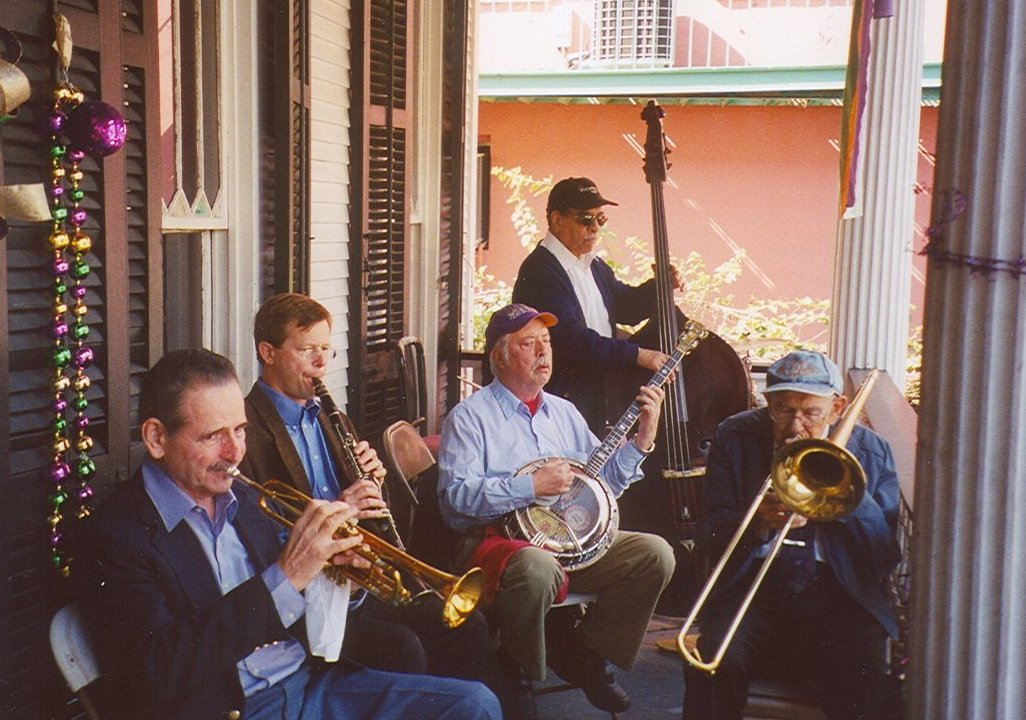
New Orleans Traditional – eine traditionelle Dixieland-Jazz-Band 2005 in New Orleans

Die Stilrichtung des Dixieland entwickelte sich in den 1910er-Jahren aus der Nachahmung des New-Orleans-Jazz durch weiße Musiker und verbreitete sich von New Orleans aus nach Chicago und New York.

## Stil
Beim Dixieland-Jazz treten im Vergleich zum traditionellen New-Orleans-Jazz die ursprüngliche Tonbildung, Schleiftöne, expressives Vibrato und der Gesamtausdruck zurück. Die Melodien sind glatter und die Harmonien reiner. Seit Beginn der 1930er Jahre ist Dixieland-Jazz nicht mehr scharf vom New-Orleans-Jazz abzutrennen. Im Laufe der Zeit spielten Musiker unabhängig von ihrer Hautfarbe beide Stilrichtungen. Louis Armstrong zum Beispiel spielte mit seinen All-Stars auch Dixieland. Heute gibt es drei Hauptströmungen des Dixieland-Jazz: den Chicago Style, West Coast Revival und New Orleans Traditional.
Die typische Besetzung einer Dixieland-Formation ist eine Melodiegruppe aus Trompete oder Kornett, Klarinette, Posaune mit den drei Hauptstimmen sowie eine Rhythmusgruppe, bestehend aus Schlagzeug, Piano, Kontrabass bzw. Sousaphon oder Tuba sowie Banjo oder Gitarre. Allgemeine Stilmerkmale sind die Kollektivimprovisation, Breaks, die Trompete als Leadinstrument und die Umspielung der Melodie durch Klarinette und Posaune. Die Melodien und Improvisationen sind oft eingängig und in der Regel künstlerisch weniger ambitioniert.

### Musikalische Merkmale
Der Dixieland-Jazz zeichnet sich besonders durch Kollektivimprovisation bzw. Variantenheterophonie aus, die durch die Melodiegruppe verwirklicht wird. Es handelt sich also beispielsweise um eine Art Ruf-und-Antwort-Funktion (Call and Response).
Die Rhythmusgruppe ist für das „Time Keeping“ – also das Tempo-Halten – verantwortlich. Bestehend aus Basstrommel, Tuba, Kontrabass, Banjo und Klavier, übernimmt diese zusätzlich die Aufgabe des Betonens der 1. und 3. Zählzeit. Damit handelt es sich um ein weiteres wichtiges Charakteristikum des Dixieland-Jazz – den „Two Beat“.
Die Vorrangstellung bzw. Lead-Position der Trompete ist beim Dixieland-Jazz genauso unbestritten wie beim New-Orleans-Jazz. Als weitere Teile der Melodiegruppe bildet die Posaune dafür eine Art Fundamentstimme, und die Klarinette sorgt für eine harmonische Umspielung des Trompeten-Parts.
Um Pausen, wie z. B. Ragtime-Breaks, kümmert sich vorrangig das Klavier.
Im Gegensatz zum klassischen New-Orleans-Jazz sind die Melodien des Dixieland-Jazz glatter, die Harmonien reiner und die Technik ist versierter.
Die Bestandteile der „Hot-Intonation“, also Dirty tones (unsauber intonierte Töne), „Off-Pitchness“ (geringfügige Tonhöhenabweichungen), Vibrato, Growling (Tonbrechung durch gleichzeitiges Spielen mehrerer Töne), „Tailgate“ der Zugposaune (glissandoartige, also gleitende Füllparts) und das Slapping des Kontrabasses (Technik zum Erzeugen eines klatschenden Geräusches) treten beim Dixieland eher in den Hintergrund.
Gelegentlich lassen sich bei Werken des Dixieland-Jazz Tierstimmenimitationen nachweisen (z. B. bei Original Dixieland Jass Band: „Barnyard Blues“, 1917).

### Entstehung
Der Dixieland-Jazz entstand, als weiße Musiker den New-Orleans-Jazz interpretierten. Als Vater des Dixieland-Jazz gilt – weniger wegen der von ihm gespielten Musik als wegen der weißen Musiker in seiner Band, die im frühen Jazz zu Prominenz gelangten – Papa Jack Laine, der mit seiner Street Band musizierend durch die Straßen von New Orleans marschierte. Zu seinen Musikern gehörte Nick LaRocca.
Stilbildend und ursächlich für die Verbreitung des neuen Stils waren vor allem die Original Dixieland Jass Band und die New Orleans Rhythm Kings. Etwa Mitte der 1920er-Jahre entwickelte sich aus dem Dixieland-Stil der Chicago-Jazz. Ende der 1930er gab es ein Wiederaufleben des Dixieland, als man in der Swing-Ära anfing, sich mit den Ursprüngen des Jazz zu beschäftigen. Bandleader wie Tommy Dorsey oder Bob Crosby bildeten aus den Mitgliedern ihrer Swingorchester Dixielandformationen für Schallplattenaufnahmen (sogenannte „bands within a band“).

### Revival

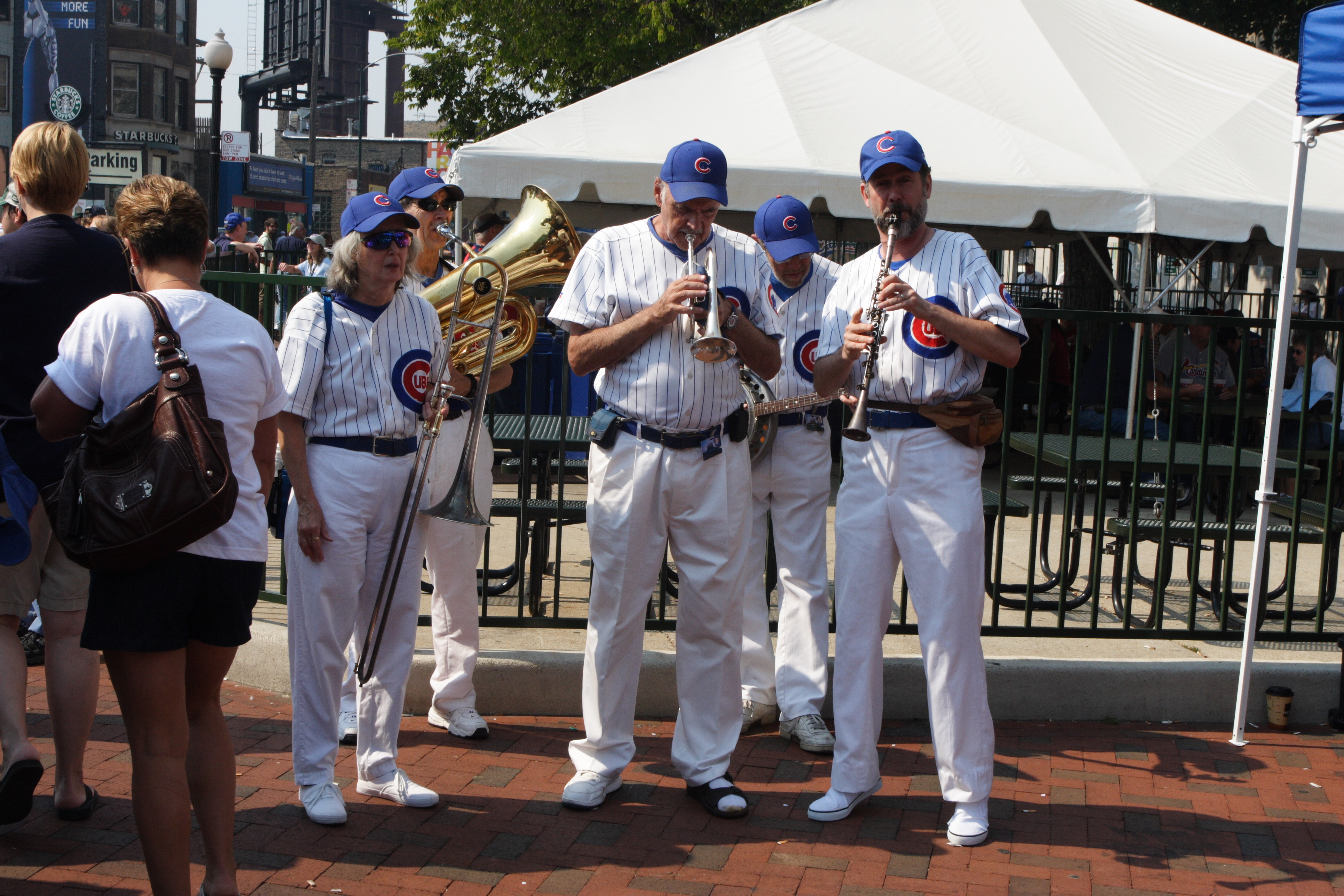
Dixieland-Band im Wrigley Field im Rahmenprogramm des Spiels der Chicago Cubs gegen St. Louis Cardinals (2008)

Nach Europa kam dieser Stil erst nach dem Zweiten Weltkrieg durch Bands wie die von Wilbur De Paris. In den 1950er Jahren kam es zu einem regelrechten Dixieland-Revival, der einige Titel in die Spitze der Plattenverkäufe brachte. Dixieland wurde hier zum Teil nicht mehr in der ursprünglichen Form gespielt. Vielmehr gingen in diesen Traditional Jazz auch Spielerfahrungen aus dem New-Orleans-Stil und aus der Skifflemusik ein. Mit dem Revival verbunden sind Namen wie Chris Barber, Acker Bilk, Ken Colyer, Monty Sunshine oder die Dutch Swing College Band.

## Einige Dixieland-Musiker
Einige der bestverkauften und bekanntesten Dixieland-Künstler der Nachkriegszeit:
- Tony Almerico, Trompeter, spielte Dixieland live im Clear Channel WWL Radio in New Orleans und in vielen Downtown-Hotels, er war ein unermüdlicher Förderer dieser Musik.
- Die Dukes of Dixieland, die Band der Assunto-Familie in New Orleans. Eine Nachfolger-Band spielt heute noch in New Orleans.
- Eddie Condon, ein Gitarrist und Bandleader, der eine Kette von Nachtclubs in New York betrieb und bekannte Radiosendungen hatte. Nachfolger-Bands spielten bis in die 1970er und ihr Stil wird noch heute gehört.
- Turk Murphy, ein Posaunist und Bandleader bei Earthquake McGoons und anderen Schauplätzen in San Francisco von den späten 1940ern bis Ende der 1970er.
- Al Hirt, ein Trompeter mit einer Serie von Top-40-Hits in den 1960ern, war bis zu seinem Tod Bandleader in New Orleans.
- Pete Fountain, Klarinettist, Bandleader in New Orleans.
- Kenny Ball aus England, hatte mit „Midnight in Moscow“ einen Top-40-Hit in den frühen 1960ern.
- Jim Cullum junior, Kornettist aus San Antonio (Texas). Führte zusammen mit seinem Vater seit 1963 Bands in San Antonio an, bekannt als The Happy Jazz Band. Heute leitet er die Jim Cullum Jazz Band, die schon seit langem in US-Radioshows zu hören ist.
- Tim Laughlin, Klarinettist, Schützling von Pete Fountain, er leitete einige bekannte Bands in New Orleans und tourt oft den Sommer über in Europa.

## Heutige Festivals
- Das Internationale Dixieland Festival Dresden, Europas größtes Oldtime-Jazz-Festival, findet immer in der zweiten Maiwoche statt. Eine halbe Million Besucher erleben jährlich innerhalb von 8 Tagen bis zu 350 Musiker aus aller Welt bei einer Vielzahl von Veranstaltungen.
- Das Dixie- & Swingfestival Weiz - AUT findet jährlich um den Marienfeiertag am 15. August (ital. Ferragosto) statt und ist ein Jazzfestival für traditionellen Jazz und Jazztanz (Dixieland, Swing, Ragtime) in Österreich. Es verzeichnet rund 4.500 Besuchende.
- Ein kleineres Ereignis names „Riverboat Jazz Festival“ findet jährlich im dänischen Silkeborg statt.
- Das größte traditionelle Jazz-Festival in den USA ist das Sacramento Jazz Jubilee. Es findet in Sacramento (Kalifornien) am Wochenende des Memorial Day statt. Das Ereignis verzeichnet 100.000 Besucher, es spielen 150 Bands aus der ganzen Welt. Andere kleinere Festivals und Jazz-Partys kamen in den späten 1960ern auf, als die Rock-Revolution viele der Jazz-Nachtclubs verdrängte.